# Flavius Anastasius Paulus Probus Sabinianus Pompeius Anastasius

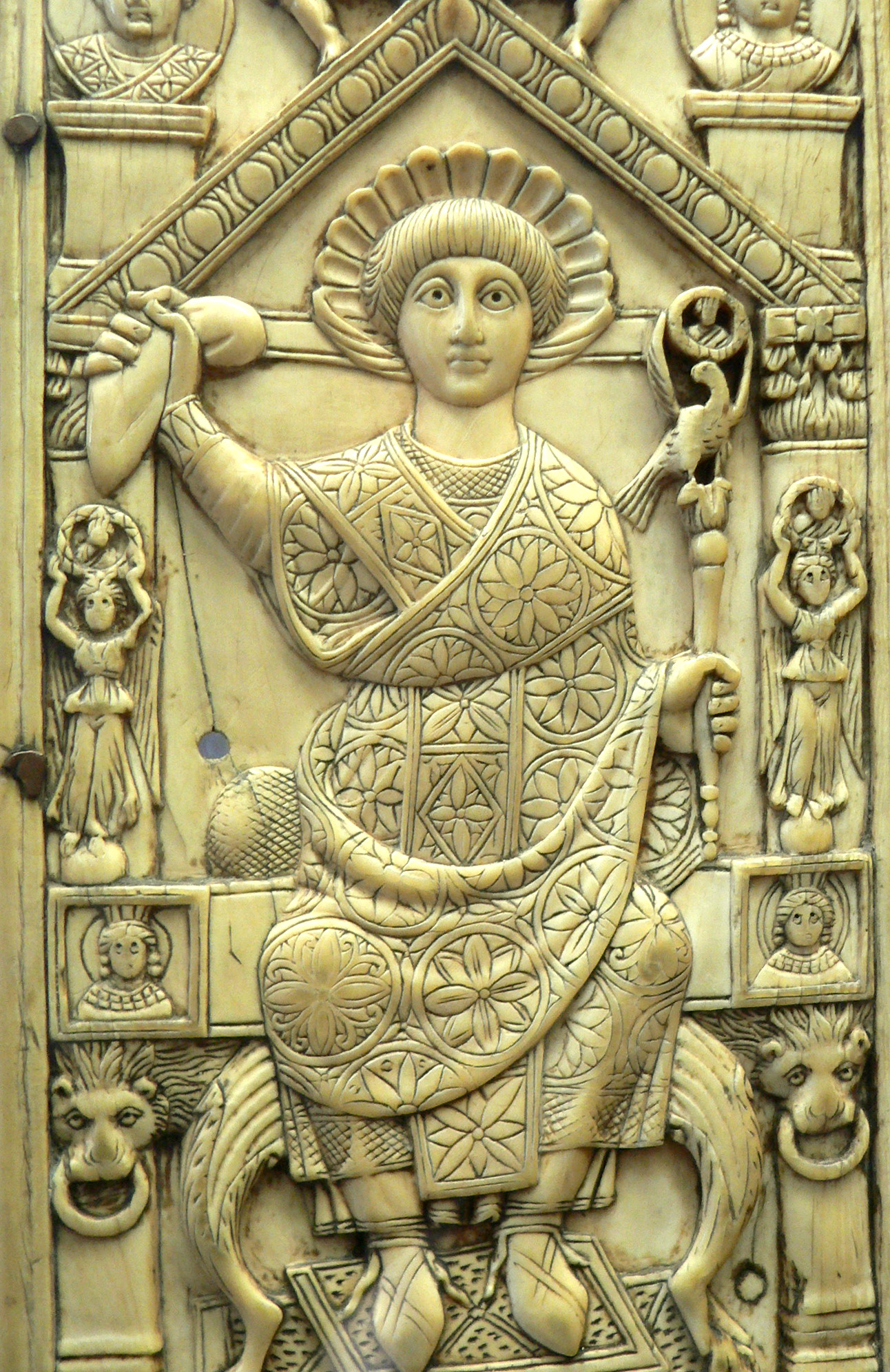
Anastasius auf seinem Konsulardiptychon

Flavius Anastasius Paulus Probus Sabinianus Pompeius Anastasius war ein spätantiker oströmischer Politiker zu Beginn des 6. Jahrhunderts.
Anastasius, der im Jahr 517 Konsul war, trug einen Namen, der auf eine Verwandtschaft mit Kaiser Anastasios I. hinweist. Falls dies zutrifft, legt das Datum seines Konsulats nahe, dass er zu den jüngeren Verwandten des Kaisers gehörte, möglicherweise ein Großneffe. Aufgrund der Namensähnlichkeit könnte er zudem ein Bruder des Konsuls von 518, Flavius Anastasius Paulus Probus Moschianus Probus Magnus, gewesen sein. 
Seine Titel sind auf drei Konsulardiptychen überliefert: vir illustris, comes domesticorum equitum und consul ordinarius. Der Titel comes domesticorum equitum ist ansonsten nicht für ihn belegt und war vermutlich ehrenhalber verliehen, da dieses Amt zu jener Zeit hauptsächlich zeremoniellen Charakter hatte. In einer Papyrusurkunde wird Anastasius als ὁ εὐκλεέστατος („der sehr Ehrenvolle“) bezeichnet, ein ungewöhnliches Epitheton, das wahrscheinlich auf seine enge Verbindung zum Kaiser zurückzuführen ist.